# Spondias radlkoferi
Spondias radlkoferi är en sumakväxtart som beskrevs av John Donnell Smith. Spondias radlkoferi ingår i släktet Spondias och familjen sumakväxter. Inga underarter finns listade i Catalogue of Life.